# Titularbistum Parlais
Parlais ist ein Titularbistum der römisch-katholischen Kirche. Es geht zurück auf ein ehemaliges Bistum der antiken Stadt Parlais (auch Paralais) in der kleinasiatischen Landschaft Lykaonien in der heutigen Türkei, das der Kirchenprovinz Antiochia ad Pisidiam angehörte.
| Titularbischöfe von Parlais |                          |                                                              |                   |                   |
| Nr.                         | Name                     | Amt                                                          | von               | bis               |
| 1                           | Joseph-Antoine Lang MAfr | Apostolischer Vikar von Costa di Benin (Britisch-Westafrika) | 19. Juli 1902     | 2. Januar 1912    |
| 2                           | Jean-Marie Barthe SJ     | Altbischof von Trichinopoly (Britisch-Indien)                | 19. Dezember 1913 | 11. November 1934 |
| 3                           | Charles Vogel MEP        | Apostolischer Vikar von Shantou (Republik China)             | 10. Dezember 1934 | 11. April 1946    |
| 4                           | Jacques Grent MSC        | Apostolischer Vikar von Amboina (Indonesien)                 | 10. Juli 1947     | 3. Januar 1961    |
| 5                           | William Zephyrine Gomes  | Weihbischof in Bombay (Indien)                               | 18. März 1961     | 12. Juni 1967     |